# Despotat de l'Epir
El Despotat de l'Epir (grec medieval: Δεσποτᾶτον τῆς Ἠπείρου, Despotàton tis Ipiru) fou un dels estats successors sorgits després de l'ensulsiada de l'Imperi Romà d'Orient. El 1204, després de caure Constantinoble en mans dels croats i crear-se tot seguit l'Imperi Llatí, Miquel I Comnè Ducas, emparentat amb els emperadors romans, es va declarar independent a la regió de l'Epir. Al llarg de la seva existència, el Despotat de l'Epir gairebé no va conèixer la pau, ja que els estats més poderosos de la rodalia cobejaven el domini d'aquest territori. Tot i que havia sorgit amb desig d'independència, els successius governants d'aquest estat es van haver de sotmetre a vassallatge d'uns i altres: l'Imperi Llatí, la República de Venècia, l'Imperi de Nicea, el renovat Imperi Romà d'Orient i a Carles I d'Anjou i els seus descendents que no renunciaven a reinstaurar l'Imperi Llatí. Finalment va anar a parar als serbis, el rei dels quals va crear el Despotat de Sèrbia el 1358, un estat de curta durada, ja que no va poder evitar el domini permanent a la zona de l'Imperi Otomà.
Encara que Miquel I es considera el creador del Despotat de l'Epir, el títol de dèspota no es va fer servir fins a Miquel II Àngel-Comnè.

## Història

### 1204-1230
Durant la Quarta Croada, el 1204 els croats van conquerir Constantinoble i després de guanyar la batalla de Pemanè (desembre del 1204) van entrar a Bitínia. L'emperador Constantí «XI» Làscaris va morir en la lluita el gener del 1205 i el seu germà Teodor I Làscaris fou proclamat emperador a Nicea, però el patriarca de Constantinoble, Joan Camater, que havia fugit a Tràcia, no va voler anar a Nicea per coronar-lo. Els búlgars van envair Tràcia el febrer del 1205 acompanyats de contingents cumans i al mateix temps Teodor va patir una greu derrota enfront dels croats (ara anomenats llatins) en la batalla d'Adramítion el març del 1205 i els llatins van ocupar gairebé tota la Tràcia i la Bitínia, que van erigir respectivament en ducats per al comte de Saint Pol (Ducat de Demòtica) i per al comte Lluís de Blois (Ducat de Bitínia).
Els grecs de Tràcia es van revoltar i Demòtica i Adrianòpolis es van lliurar als búlgars. Filipòpolis, que era capital d'un ducat (concedit nominalment a Rainer de Trith) fou assetjada. En aquestes condicions el governador romà d'Orient de Nicòpolis, Miquel I Comnè Ducas, es va proclamar independent i va estendre els seus dominis establint la capital a Arta. La desfeta dels llatins encapçalats per l'emperador Balduí I de Flandes a Adrianòpolis (14 d'abril del 1205), enfront dels búlgars, va suposar un respir per a Miquel. Lluís de Blois va morir, Balduí fou fet presoner, i Jofré I de Villehardouin i el dux venecià Enric Dandolo (de 97 anys) varen aconseguir retirar-se a Constantinoble salvant una part de l'exèrcit, però Filipòpolis fou ocupada pels búlgars i va haver-se d'evacuar Bitínia (maig del 1205) que així va poder ser ocupada per Teodor Làscaris (menys Pegae a la costa sud de la mar de Màrmara), deixant només als llatins Constantinoble i rodalia, Redesto i Selimbria.
La regència llatina va passar a Enric, germà de Balduí, que en fou confirmat el mes de juny. El governador de Sinope, David Comnè, es va aliar amb Enric contra Teodor Làscaris, però fou derrotat a Nicomèdia. Llavors el pes de la lluita va passar a la part occidental, on Bonifaci I de Montferrat, rei de Tessalònica, va haver de lluitar contra el dèspota de Grècia, Lleó Esgur, al qual va guanyar a les Termòpiles i es va assegurar el domini de Tessàlia. Altres senyors llatins van avançar més cap al sud: Guillem de Champlitte i Jofré de Villehardouin van entrar a Beòcia i van ocupar Tebes sense lluita (els grecs es van refugiar a la fortalesa i hi van restar fins al 1209); després van seguir fins a Atenes (a l'Àtica) i a l'illa d'Eubea o Negrepont.
El Peloponès es va sotmetre a Miquel I Comnè Ducas, i Tebes i Atenes foren constituïdes en baronia depenent del rei de Tessalònica, concedida a Odó I de la Roche, i Negrepont fou donada a Jaume d'Avesnes. Jofré I de Villehardouin i Guillem de Champlitte van envair llavors el Peloponès (Acaia, anomenada pels llatins Morea), van ocupar Èlide i Arcàdia, desfent així les forces enviades pel dèspota Miquel en la batalla de l'olivar de Cuntures. Guillem fou proclamat príncep d'Acaia, amb poder feudal sobre Atenes i Tebes, però feudatari del rei de Tessalònica, i Jofré es va proclamar príncep de Koron i Calamata. A Argos, Nàuplia i Corint, Lleó Esguros, proclamat tirà d'Argos i Nàuplia, va restar independent per un temps.
El 1206 va ser de calma, amb Miquel I intentant refer les seves forces, i a la primavera del 1207 va atacar els llatins, però fou derrotat altre cop en la batalla de Lacos. Aquesta desfeta i els fets que es desenvolupaven a la regió (amb l'enfortiment de l'emperador, que va assegurar la submissió del Regne de Tessalònica, el qual no respectava la sobirania imperial) va fer que el 1209, en el parlament de Ravenica, a la vall del riu Esperquios, Miquel I es reconegués vassall de l'Imperi Llatí: una filla de Miquel es va casar amb Eustaqui, germà de l'emperador, segellant així l'aliança. Al mateix parlament Jofré de Villehardouin, príncep de Morea (Acaia) i Otó de la Roche, senyor d'Atenes i Tebes (Beòcia), van quedar establerts com a feudataris immediats de l'imperi. La República de Venècia i Jofré de Villehardouin van acordar el juny 1209 pel tractat de Sapienza la partició del Peloponès, reconeixent Villehardouin en possessió de tota la península tret de les fortaleses de Modó i Coró, que van passar a estar sota control venecià, i va assegurar privilegis comercials i fiscals al Principat.
El 1210 la debilitat de Miquel I el va obligar a signar un tractat amb la República de Venècia (mes de juny), pel qual va reconèixer la sobirania feudal de la república. Per contrarestar aquests fets va intentar estendre's per Tessàlia al desembre, però l'exèrcit imperial li ho va impedir. El 1211 va haver d'enviar un contingent per lluitar al costat de l'emperador contra el príncep búlgar de Prosec.
L'estiu del 1212 Miquel I va ocupar Làrissa a Tessàlia i l'any següent va trencar amb Venècia i va atacar Dirràquion, que pertanyia a la república, sense poder ocupar la ciutat, però sí alguns territoris de la rodalia. El 1214 va ocupar als venecians l'illa de Corfú. Miquel fou assassinat, segurament per instigació dels venecians i el va succeir el seu germà Teodor I Àngel-Comnè Ducas, que va seguir la mateixa política, atacant i ocupant Dirràquion (1215) i incorporant les regions entre el riu Drin i la mar Adriàtica.
El 1216 Teodor es va assegurar la frontera nord amb un tractat amb el duc de Rascia (Sèrbia), i amb els llatins va signar una treva. Llavors va atacar al sebastocràtor búlgar Strez, a qui va prendre Prílep i Ocrida.

Expansió territorial del Despotat de l'Epir entre el 1205 i el 1230

El 1217 l'emperador llatí Pere II de Courtenay va atacar Dirràquion, però en fou rebutjat i va caure en un parany a la costa albanesa, i fou fet presoner. El 1218 Teodor va iniciar una campanya de quatre anys contra el Regne de Tessalònica, que es va desenvolupar sobretot a Tessàlia (1218-1222) i que va comportar l'ocupació de gran part del regne, desde Platamó al sud, fins a Serres i Drama al nord-est. Tessalònica fou assetjada, i Guiu de Pallavicini va assumir la direcció de la ciutat com a regent del jove Demetri, que va marxar a demanar ajuda al papa i als senyors italians. L'emperador va enviar alguns soldats l'any següent (1223) però l'atac de Joan III Vatatzes de Nicea va obligar a retirar aquestes tropes. Teodor va ocupar llavors Adrianòpolis i part de Tràcia.
El 1224 va arribar a Tessalònica Guillem VI de Montferrat per defensar la corona del seu germà Demetri, però les seves tropes foren delmades per una epidèmia de pesta en la qual va morir el mateix Guillem i a la darreria de l'any la ciutat va capitular. Teodor va entrar a Tessalònica i es va proclamar emperador mentre els seus soldats ja s'acostaven a Constantinoble. Les operacions no varen continuar i Teodor es va dedicar a consolidar el poder. El 1227 el nou rei de Sèrbia, Radoslav (Esteve II Radoslav), que acabava de succeir al seu pare Esteve I, es va declarar vassall de l'Epir. El 1230 la República de Ragusa va reconèixer la sobirania de Teodor.

### 1230-1274
L'any 1230, a la cimera del seu poder, Teodor I Làscaris va atacar territori búlgar, però va patir una greu desfeta en la batalla de Klokòtnitsa, a la vora superior del riu Maritsa, i fou fet presoner; inicialment fou tractat amb honors, però quan es va descobrir que ell i el seu fill Joan preparaven un complot contra el tsar Ivan II Assèn de Bulgària, va ser cegat. Els territoris conquerits per Teodor als llatins es van sotmetre al tsar búlgar (menys una part de Tessàlia), i els búlgars van entrar amb poca resistència a Albània i Dirràquion. Manuel, germà de Teodor, casat amb una filla d'Ivan Assèn, va agafar i conservar el poder a l'Epir, Etòlia, Acarnània i part de Tessàlia, perquè es va reconèixer vassall del tsar de Bulgària. Ragusa va rebutjar la sobirania de l'Epir el 1232. Sèrbia ho va fer el 1233 (Esteve II es va tornar boig i fou deposat per la noblesa, que va col·locar al tron el seu germà Esteve III Vladislav), i es va aliar a Bulgària.
El 1237 el cec Teodor fou alliberat junt amb el seu fill Joan. Va tornar a la resta dels seus dominis, ràpidament la noblesa es va posar del seu costat i va deposar Manuel, que va fugir a Nicea. Teodor, restablert, va abdicar en el seu fill Joan I, i una filla es va casar amb el tsar búlgar Ivan II Assèn, garantint així la seva neutralitat. Amb tots aquest disturbis, Miquel II Àngel-Comnè, fill del dèspota Miquel I, es va proclamar dèspota a l'Epir, Etòlia, Acarnània i Corfú, deixant a Joan només alguns territoris principalment a Tessàlia i Macedònia. Llavors (1239) l'exiliat Manuel va retornar amb soldats que li havia deixat l'emperador de Nicea i va desembarcar a prop de Tessalònica. Manuel i Teodor el Cec van arribar a un acord i es va establir un govern conjunt entre Joan I i Manuel.

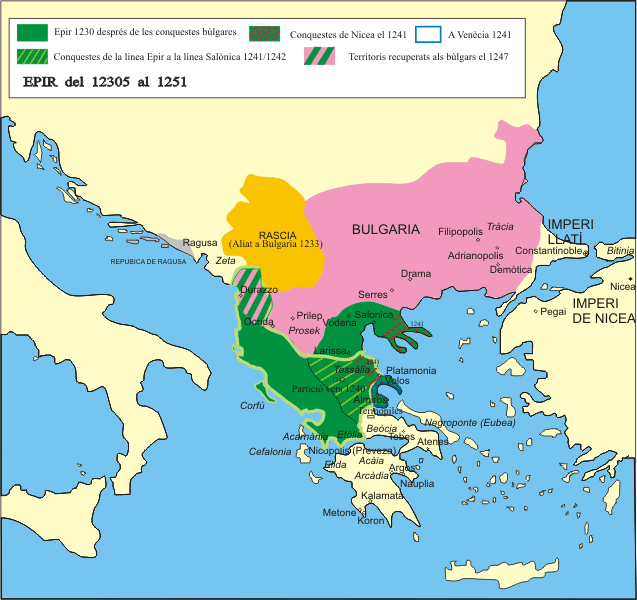
Mapa del Despotat de l'Epir del 1230 al 1251

Nicea va encaixar malament aquest acord. El 1241, en morir Manuel, Nicea va enviar tropes a Tessalònica i en les lluites fou fet presoner el pare de Joan I, Teodor el Cec. La costa de Tessàlia i Macedònia fou ocupada pels soldats de Nicea, fins a les portes de Tessalònica, mentre l'interior de Tessàlia era ocupat pel dèspota Miquel II de l'Epir, i els venecians aprofitaven per apoderar-se de Volo i Almiro, ciutats costaneres. Les operacions no van continuar, però l'Imperi de Tessalònica cada dia minvava més mentre el Despotat de l'Epir tornava a agafar embranzida. El 1244 va morir Joan I i el va succeir el seu germà Demetri Àngel-Comnè. El 1246 l'exèrcit de Nicea va ocupar Tessalònica i va deposar Demetri. Llavors, el 1247 Miquel II va ocupar Albània fins a Dirràquion i la costa de Macedònia que estaven en poder dels búlgars des del 1230.
Així, el 1248 Nicea va buscar l'aliança amb Miquel II. Joan III Vatatzes li va proposar l'enllaç de Nicèfor (fill de Miquel II) amb la seva neta, proposta que va tenir el suport de Teodora Petralifaina, muller de Miquel, i l'enllaç es va concertar el 1249 (no es va celebrar fins al 1256). Teodor el Cec, que havia estat alliberat i ara era senyor de Vodena, es va oposar a aquesta aliança i va aconseguir convèncer Miquel II de capgirar les seves aliances i ocupar els territoris dominats per Nicea a la costa de Macedònia i Tessàlia. Miquel II va envair aquests territoris i va ocupar la costa de Macedònia el 1251. El 1252 Nicea va passar a l'ofensiva i va recuperar les seves possessions, amb la fortalesa de Castòria i varen arribar fins a Albània. Miquel II va demanar la pau i va signar el tractat de Làrissa, pel qual renunciava, a favor de l'Imperi de Nicea, als territoris grecs occidentals que havia pres a Bulgària, i a Prílep i Croia (Kroja o Kruje) a Albània, i a canvi se li reconeixia el títol de dèspota de l'Epir, però com a vassall de l'emperador de Nicea. Teodor el Cec de Vodena fou fet presoner altra vegada i empresonat a Nicea, on va morir.
Després d'una campanya de Nicea contra els búlgars (1255-1256) Miquel II, impressionat, va finalment enviar el seu fill Nicèfor per casar amb Maria, filla de Teodor II Làscaris de Nicea, acompanyada de Teodora, la dona de Miquel, acomplint l'acord de 1249. La boda es va fer a Pegae el 1256, Teodor II va exigir com a dot els territoris serbis de Miquel II i la ciutat de Dirràquion, i Miquel no va poder negar-s'hi al tenir a la seva dona i filla en mans de l'emperador. Una vegada varen retornar, Miquel II va envair Macedònia i va iniciar-se una guerra de tres anys (1257-1259) en la qual Miquel va tenir el suport de Manfred regent de Sicília i de Guillem de Morea i Oreos (a l'illa d'Eubea) que l'any 1258 es va casar amb Anna Comnena Ducena, filla de Miquel II, aportant com a dot el territori del sud de Tessàlia que ja era possessió de Guillem però sobre el que l'Epir tenia drets; l'any següent (1259) una altra filla de Miquel II, Helena Àngela, es va casar amb Manfred de Sicília i li va aportar com a dot Albània (Janina, Dirràquion, Berat i Valona) i Corfú. En aquest any 1259 es va lliurar la batalla definitiva: les forces de Miquel II i els seus aliats (i contingents de Sèrbia) es van enfrontar a un exèrcit de Nicea enviat per l'emperador Miquel VIII Paleòleg sota el comandament de sa germà Joan Paleòleg; inicialment el serbis varen ocupar Skopje i Kosovo però a Pelagònia els exèrcits epirota i nicè varen xocar i Joan Paleòleg va triomfar decisivament. Guillem d'Acaia i Oreos fou fet presoner; el rei serbi Esteve III Uroš es va retirar i va buscar aliats per fer front al perill (tractat amb Hongria pel qual el seu fill Dragutí es va casar amb la neta del rei hongarès).

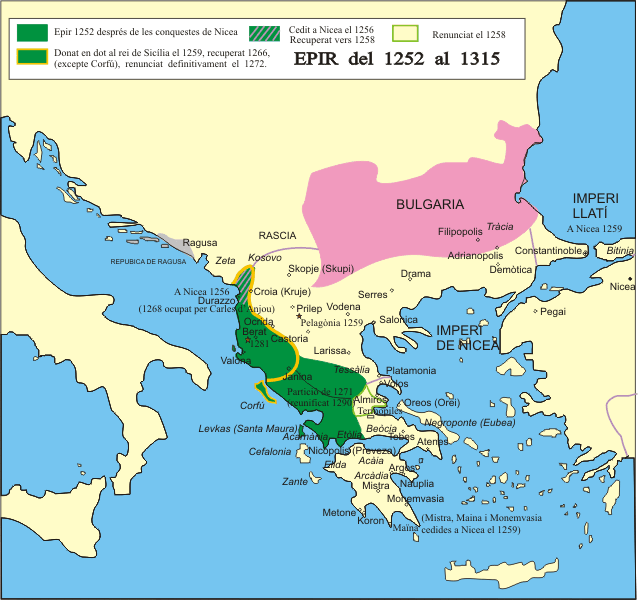
Mapa del Despotat de l'Epir del 1252 al 1315

Van passar uns anys tranquils, i el 1263 hi va haver una curta guerra amb l'emperador —que amb la conquesta de Constantinoble havia canviat el títol d'emperador de Nicea pel d'emperador romà— per territoris fronterers al nord de Grècia. El 1266 va morir Manfred de Sicília al Camp de les roses (26 de febrer) i Miquel II va aprofitar per recuperar les possessions albaneses que li havia entregat el 1259, però no va poder recuperar Corfú que ja havia reconegut a Carles d'Anjou. El 1268 Carles va entrar a Dirràquion. Miquel II va morir el 1271 i va repartir els seus dominis: al seu fill gran Nicèfor li va deixar l'Epir i Albània; a l'altre, Joan, la part sud de Tessàlia. El 1272 Nicèfor va renunciar a la major part d'Albània en favor de Carles d'Anjou, rei de Sicília, per evitar la guerra i li va retornar els territoris ocupats pel seu pare (1272/1273).

### 1274-1358
El 1274 Miquel VIII, l'emperador romà d'Orient, amenaçat per Carles d'Anjou (comte d'Anjou i Provença i rei de Nàpols) que aspirava a reinstaurar l'Imperi Llatí, va atacar Albània. Dirigia la flota romana d'Orient el pirata Licari, que s'havia posat al servei de l'emperador, i que també va ocupar algunes illes de la mar Egea. Carles d'Anjou era una amenaça també per Nicèfor, i el 1279 es va declarar vassall de l'angeví. El 1281 els romans d'Orient van atacar Carles a les seves possessions albaneses, concretament a Berat, i van obtenir una victòria parcial, però a l'estiu Carles va reunir contingents de França, enviats del Papa, Sèrbia, Bulgària, Acaia, Tessàlia, Epir, Atenes i Venècia i va restaurar el control sobre Albània. Això amb la mort de Miquel Paleòleg i la pèrdua territorial de Carles que va suposar les vespres sicilianes, fets ocorreguts el 1282, van posar fi a les lluites. Nicèfor, per fer front a la pressió de l'emperador romà d'Orient, que cobejava els seus dominis, va casar les seves filles amb cavallers als quals va fer concessions territorials: Joan I Orsini i Felip I de Tàrent i a aquest darrer el va nomenar successor. Tanmateix, quan va morir el 1296, la seva vídua va assumir el tron en nom del seu fill menor d'edat Tomàs.
L'any 1300, Joan Orsini, fill del comte de Cefalònia, va construir una fortalesa a l'illa de Leukas o Santa Maura, que depenia de l'Epir però reclamaven els Orsini com a dot. Tomàs de l'Epir es va casar amb una neta de l'emperador romà d'Orient, Andrònic II, enfortint el partir epirota favorable als romans d'Orient, mentre el partit angeví, representat per Tamara (germana de Tomàs, casada amb Felip de Tàrent) perdia seguidors i el 1306 els llatins foren expulsats del despotat.
El 1310 es van produir combats amb la Companyia Catalana d'Orient que acabava de sortir de Tessàlia i havia entrat al servei del duc Gualteri d'Atenes. Tomàs va morir assassinat pel seu nebot Nicolau I Orsini, que es va apoderar del títol.. Nicolau es va casar amb la vídua del seu oncle i es va iniciar una nova dinastia. El juliol del 1315 Ferran de Mallorca va desembarcar a Acaia, va ocupar algunes ciutats i va obtenir el suport d'alguns barons; en la confusió el germà del dèspota de l'Epir, Joan II Orsini, també va envair la regió, va matar Nicolau i algun dels barons li va jurar lleialtat. Lluís de Borgonya va desembarcar a Acaia i va derrotar Ferran de Mallorca a Manolada o Espero (5 de juliol del 1316) i els barons es van passar al seu bàndol però va morir assassinat el setembre.

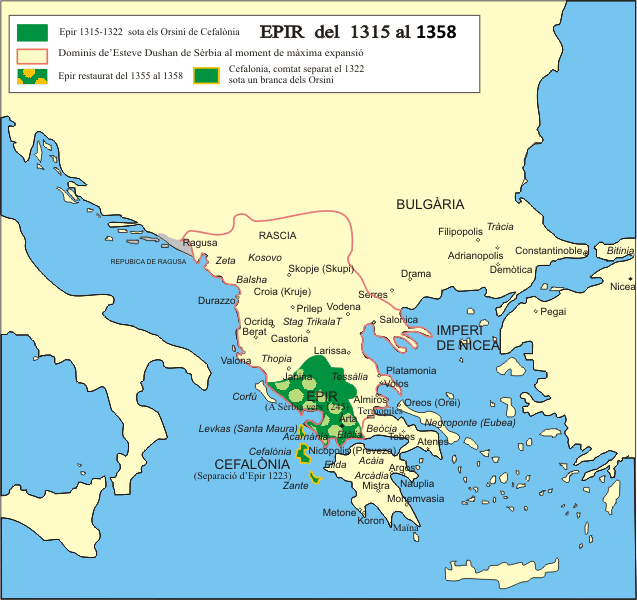
Mapa del Despotat de l'Epir del 1315 al 1358

Joan II Orsini va morir el 1335 i va córrer el rumor que l'havia enverinat la seva esposa, que era partidària del romans d'Orient. Li succeí el seu fill Nicèfor que va governar sota regència de la seva mare i va establir una estreta aliança amb l'Imperi Romà d'Orient. El 1336 Anna va entregar el poder a Constantinoble. El jove Nicèfor II fou tret del país i portat a Nàpols pel partit anti-romà d'Orient i quant el 1337 les tropes enviades per l'emperador anaven a prendre possessió, Nicèfor II, que havia obtingut l'ajut de Caterina de Valois-Courtenay (que reclamava els drets successoris de Carles d'Anjou) i li havia donat una flota, es va presentar amb les naus i va lliurar batalla; fou derrotat, però les tribus albaneses no varen acceptar la presència dels romans d'Orient, i es van revoltar; van ocupar Tímor (Timorindje) i van assetjar algunes fortaleses romanes d'Orient. Els romans d'Orient, molt millor armats i amb l'ajut de tropes deixades per l'emir d'Aidin, van passar a l'ofensiva, van derrotar el revoltats, que es van refugiar a les muntanyes, i van reconquerir Tímor; els més beneficiats foren els serbis, que van ocupar algunes regions albaneses. Joan Àngel-Comnè fou establert com a governador o dèspota vassall de Constantinoble. El 1340 Nicèfor II es va tornar a presentar amb les restes de la seva flota i els vaixells obtinguts a Nàpols, però fou derrotat pel dèspota romà d'Orient de l'Epir, Joan Àngel-Comnè, amb l'ajut de tropes enviades pel governador de Tessalònica i nord de Tessàlia Teodor Sinadè. Nicefor II, en veure que tot estava perdut, es va sotmetre a l'emperador, va renunciar als seus drets i es va casar amb la princesa Maria, filla de l'influent Joan Cantacuzè (que era cosí de Joan Àngel-Comnè) establint-se a Constantinoble. En els anys següents l'Epir va passar a mans del rei de Sèrbia Esteve Dušan. El 1355 a la mort d'Esteve Dušan, les tribus albaneses sotmeses van quedar de fet lliures, especialment els Balsha (al nord) i els Thopia al sud. Nicefor II va tornar a l'Epir i fou reconegut dèspota al sud d'Albània fins a l'Acarnània. El 1358 va morir en els combats contra els serbis per l'extensió dels seus dominis (batalla d'Arta) i el cap albanès Carles Thopia es va fer amo de la regió. El despotat va passar tot seguit a formar part de Sèrbia que, va crear el Despotat de Sèrbia per al seu govern, un estat de curta durada, ja que no va poder evitar el domini definitiu de l'Imperi Otomà.

## Llista de Dèspotes de l'Epir
- Miquel I Comnè Ducas 1205-1215, en realitat dit Miquel I Ducas o Miquel I Àngel-Comnè Ducas.
- Teodor I Àngel-Comnè Ducas (germà) 1215-1230, es nomenà emperador de Tessalònica el 1224.
- Manuel I Àngel-Comnè (germà) 1230-1237, emperador, dit en realitat Manuel I Ducas o Manuel I Àngel-Comnè Ducas.
- Teodor I Àngel-Comnè Ducas (2n cop) 1237, emperador, que abdica en el seu fill.
- Joan I Àngel-Comnè (fill Teodor I) 1237-1244, emperador de Tessàlonica 1237-1242, dèspota de Tessàlonica 1242-1244, nom complet: Joan I Àngel-Comnè Ducas.
- Manuel I Àngel-Comnè (segona vegada) 1237-1241.
- Miquel II Àngel-Comnè (fill de Miquel I) 1237-1271, dèspota de l'Epir 1237-1241, dèspota de l'Epir i Tessàlia 1241-1252, dèspota de l'Epir 1252-1271; nom complet: Miquel II Àngel-Comnè Ducas.
- Demetri Àngel-Comnè 1244-1246, dèspota de Tessalònica; en realitat: Demetri Àngel Ducas.
- Nicèfor I Àngel o Àngel-Comnè Ducas 1266-1296 (fill de Miquel II)
- Tomàs I Àngel o Àngel-Comnè Ducas (fill de Nicèfor) 1297-1317, amb regència de la seva mare Anna.
- Nicolau I Orsini (nebot de Tomàs) 1318-1323
- Joan II Orsini (germà de Nicolau) 1323-1335
- Nicèfor II Orsini (fill de Nicolau) 1335-1355 sota regència de la seva mare Anna.
- Simeon Uroš Nemanjić, en nom del rei de Sèrbia.

## Genealogia

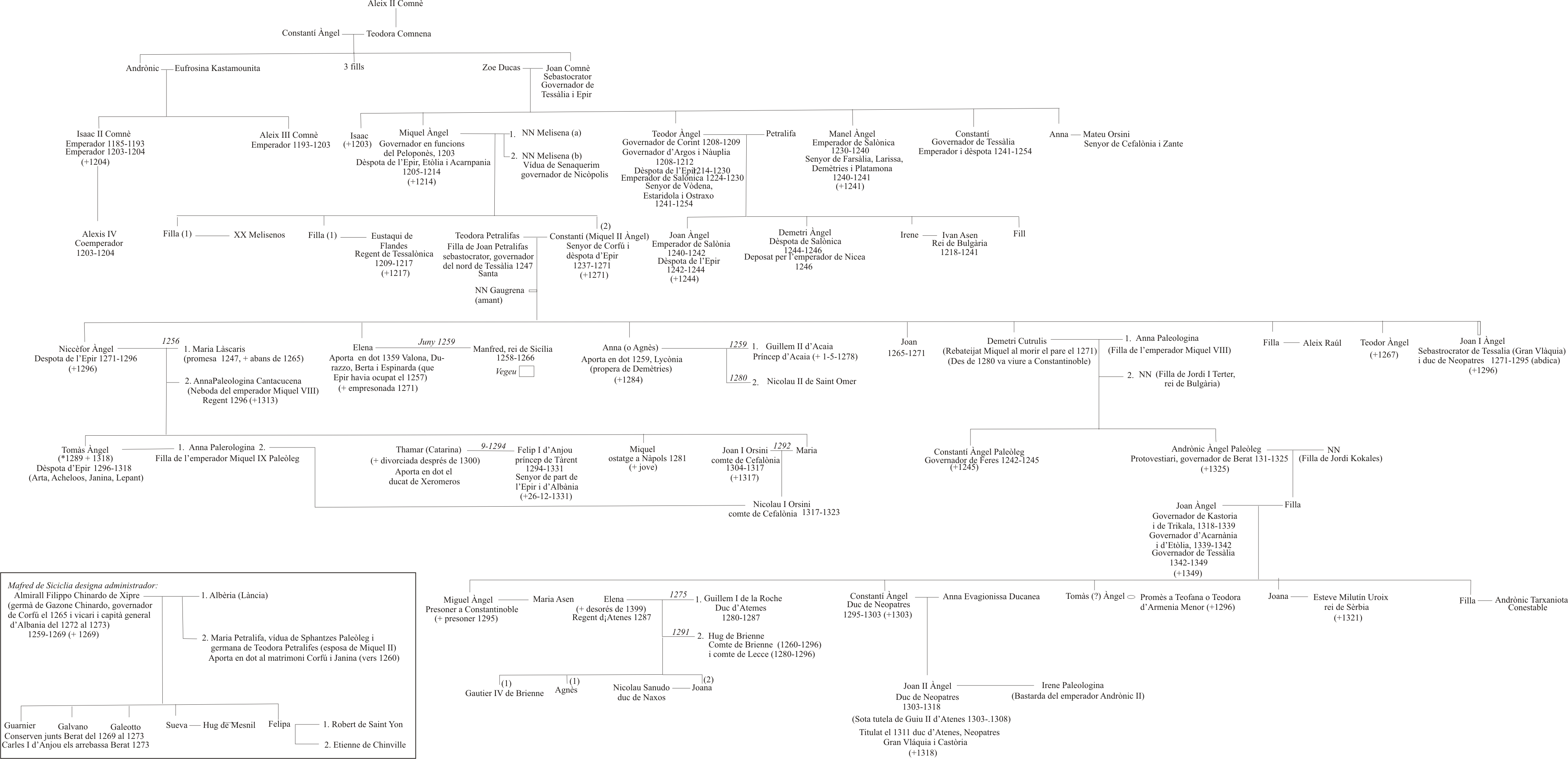
Arbre genelògic de la família dels Àngel de l'Epir, Tessàlia etc...

## Atles històric 1205-1280

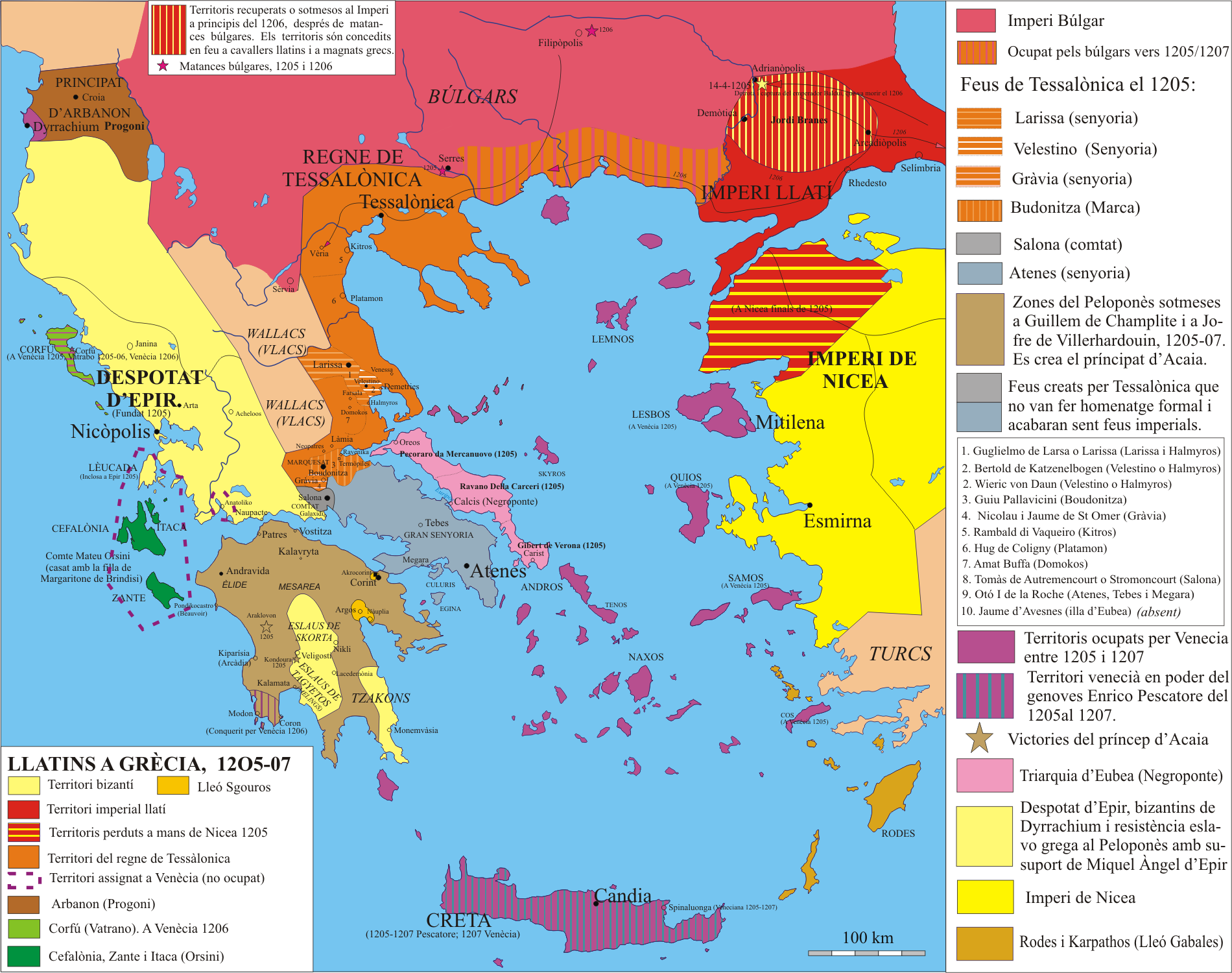
Grècia 1205-1207
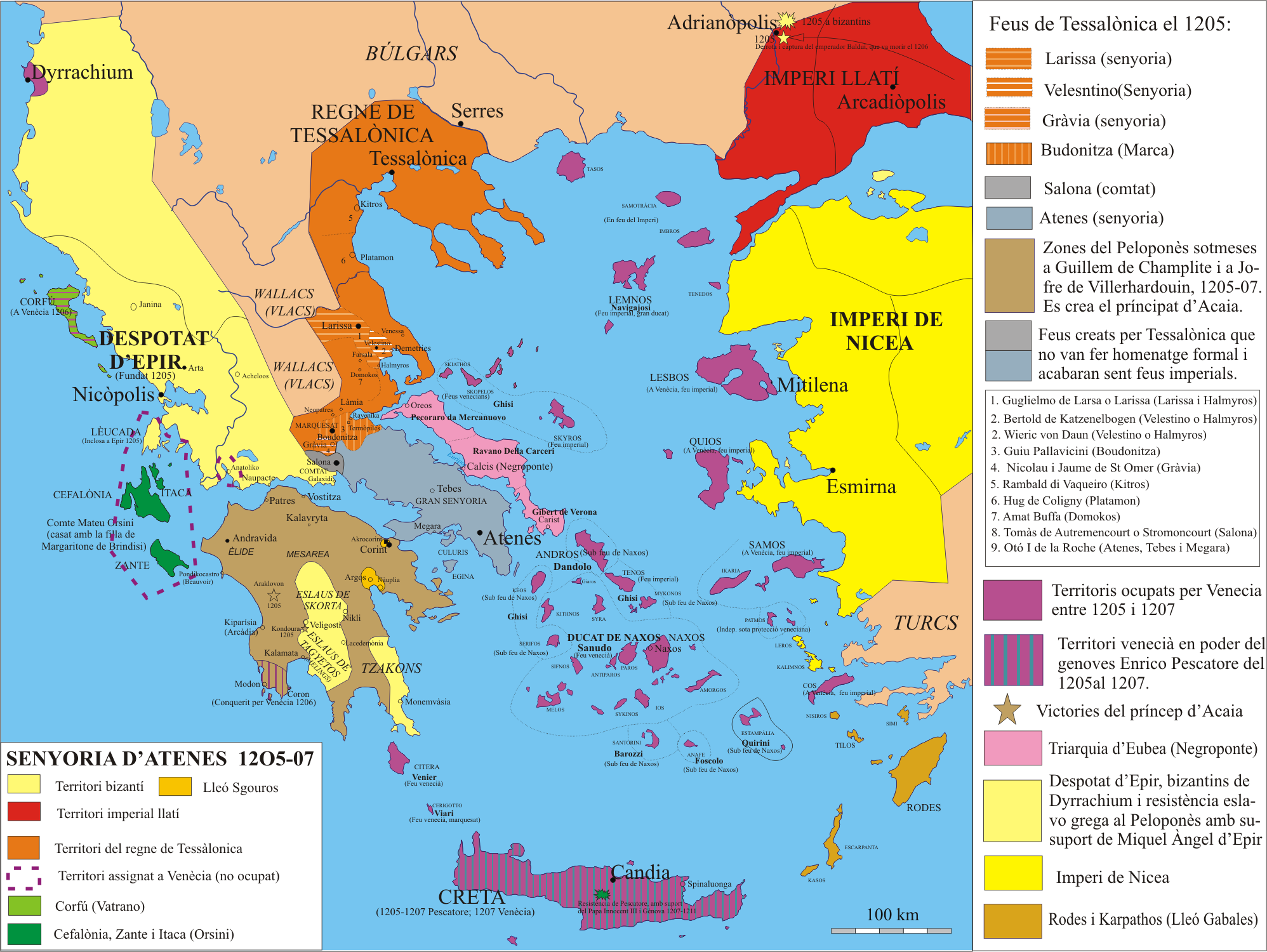
Grècia 1207-1208
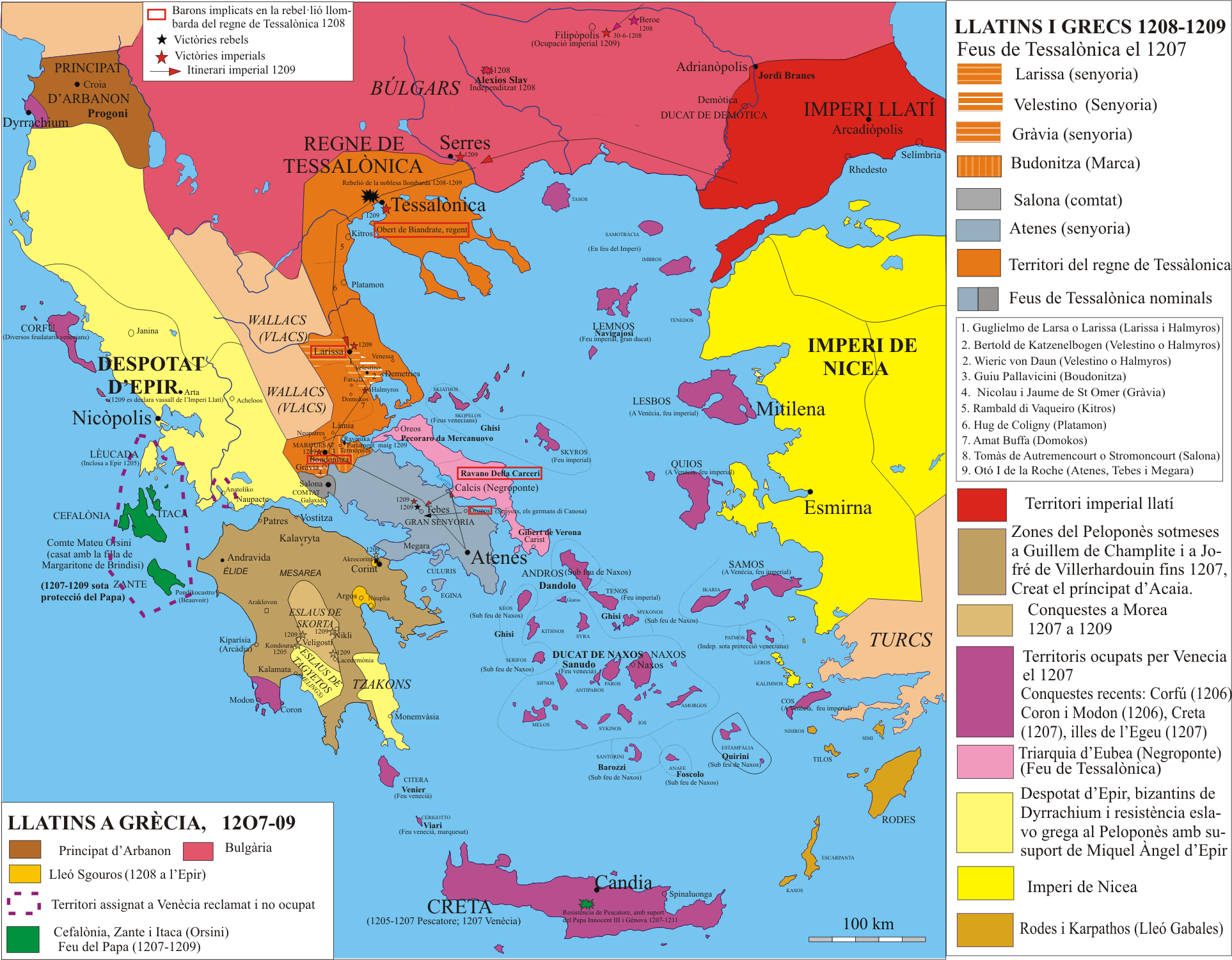
Grècia 1208-1209
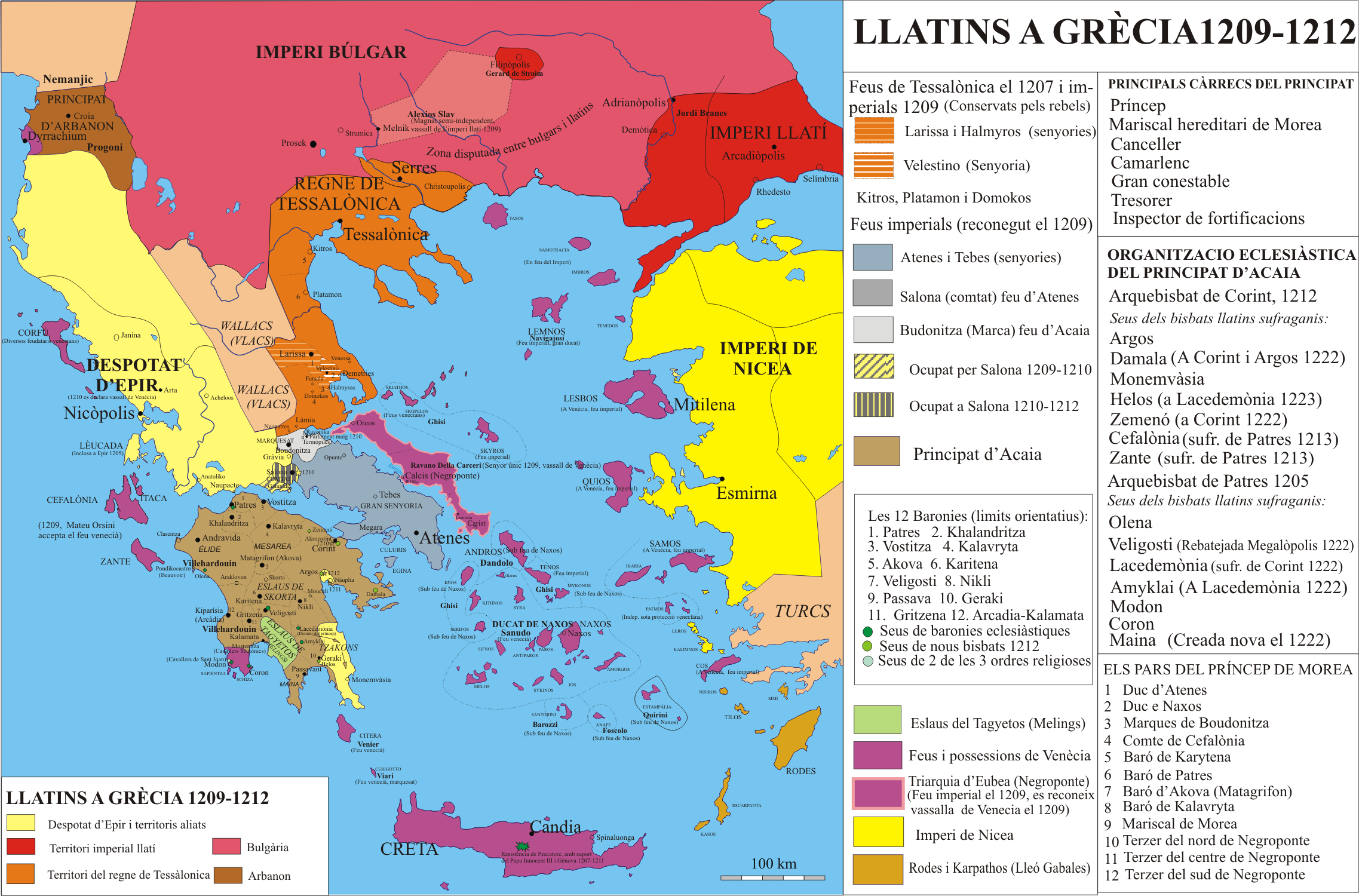
Grècia 1209-1212
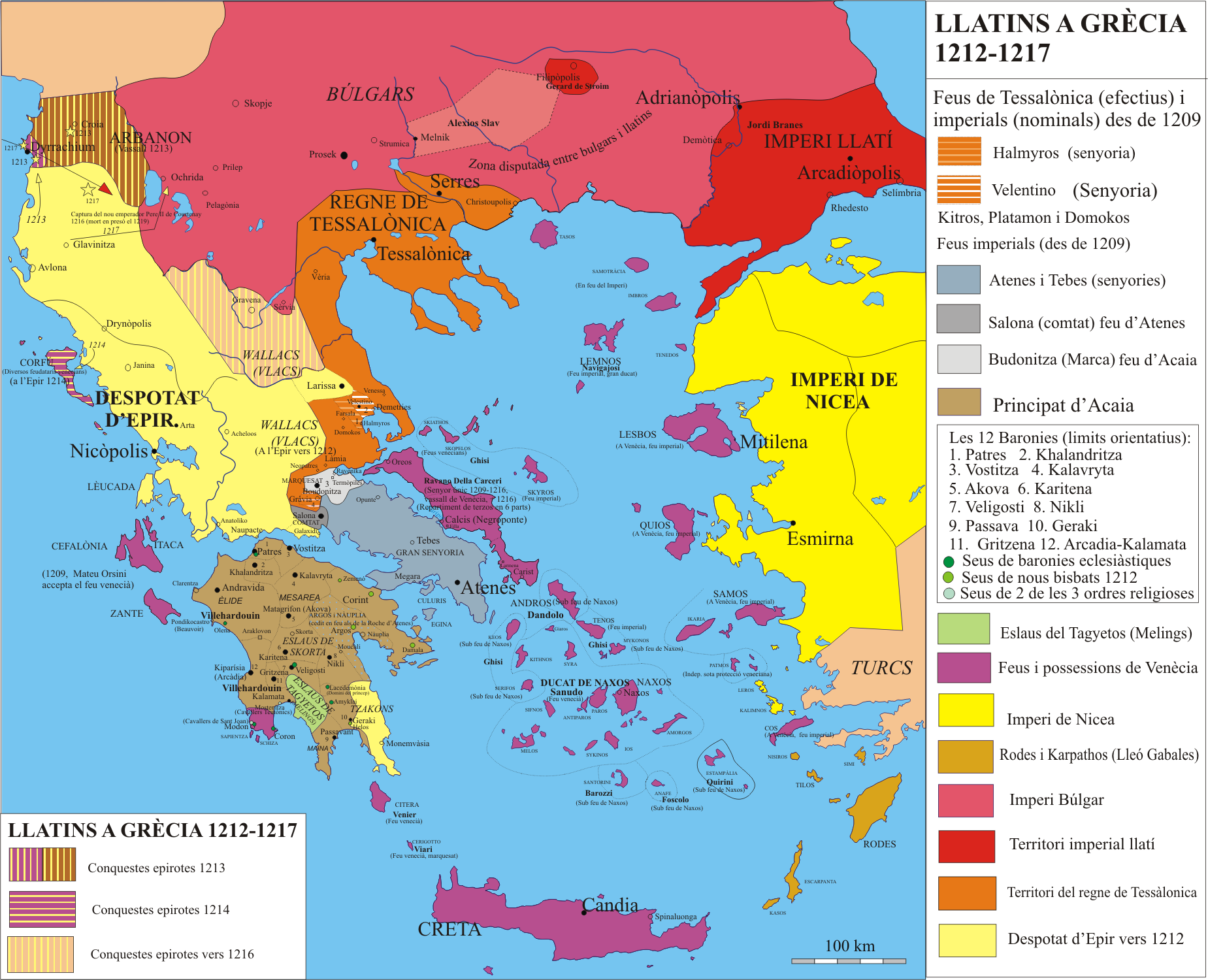
Grècia 1212-1217
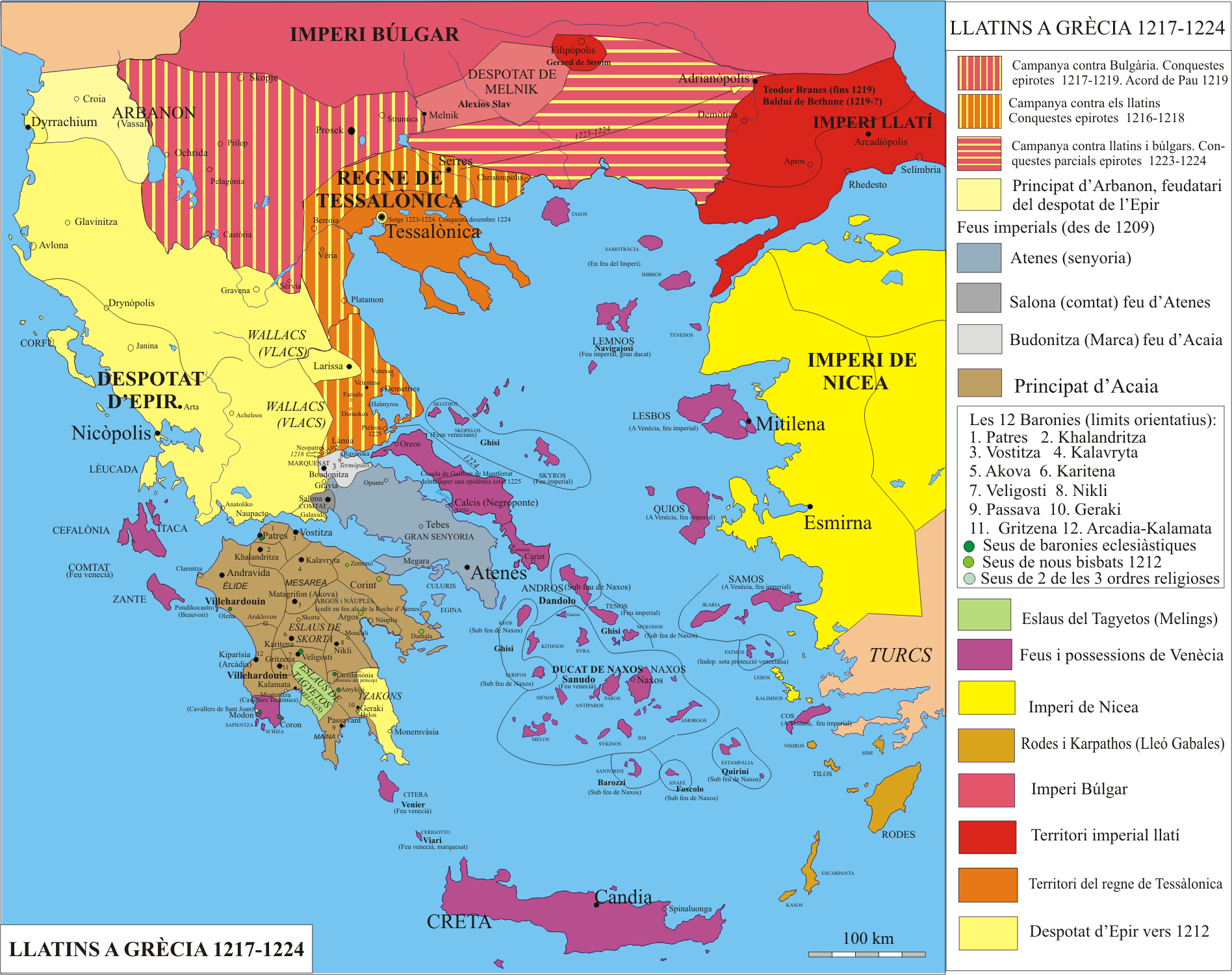
Grècia 1217-1224
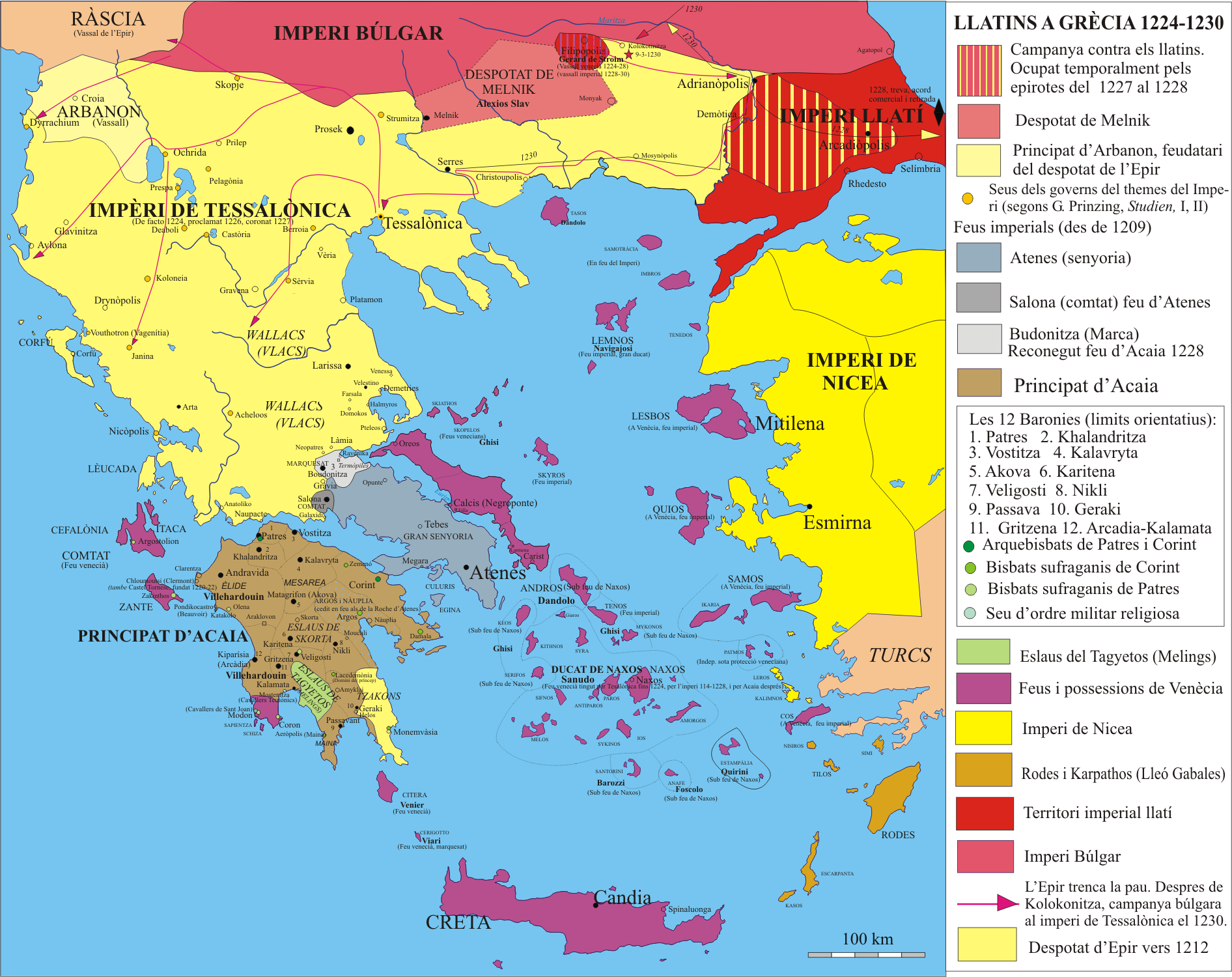
Grècia 1224-1230
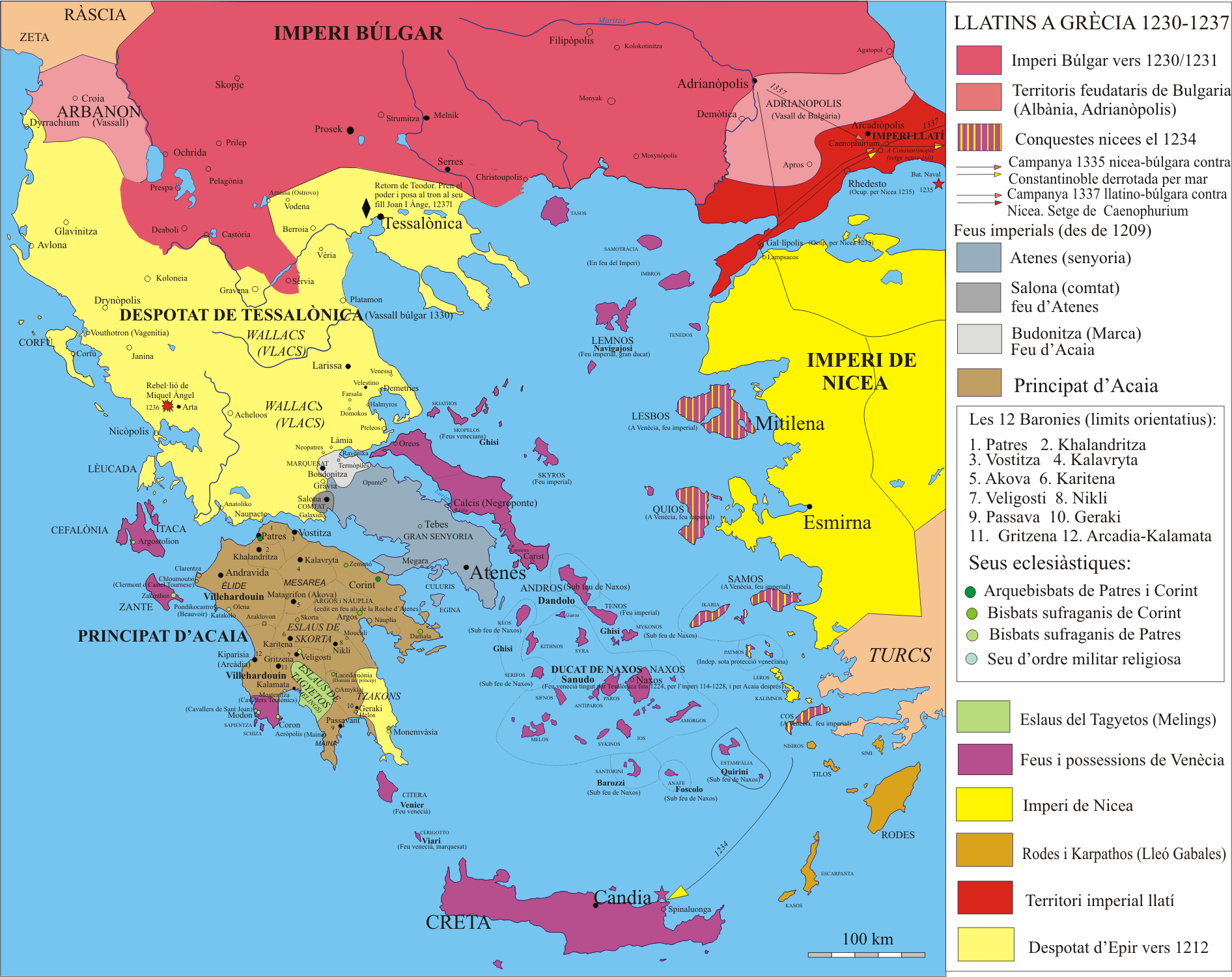
Grècia 1230-1237
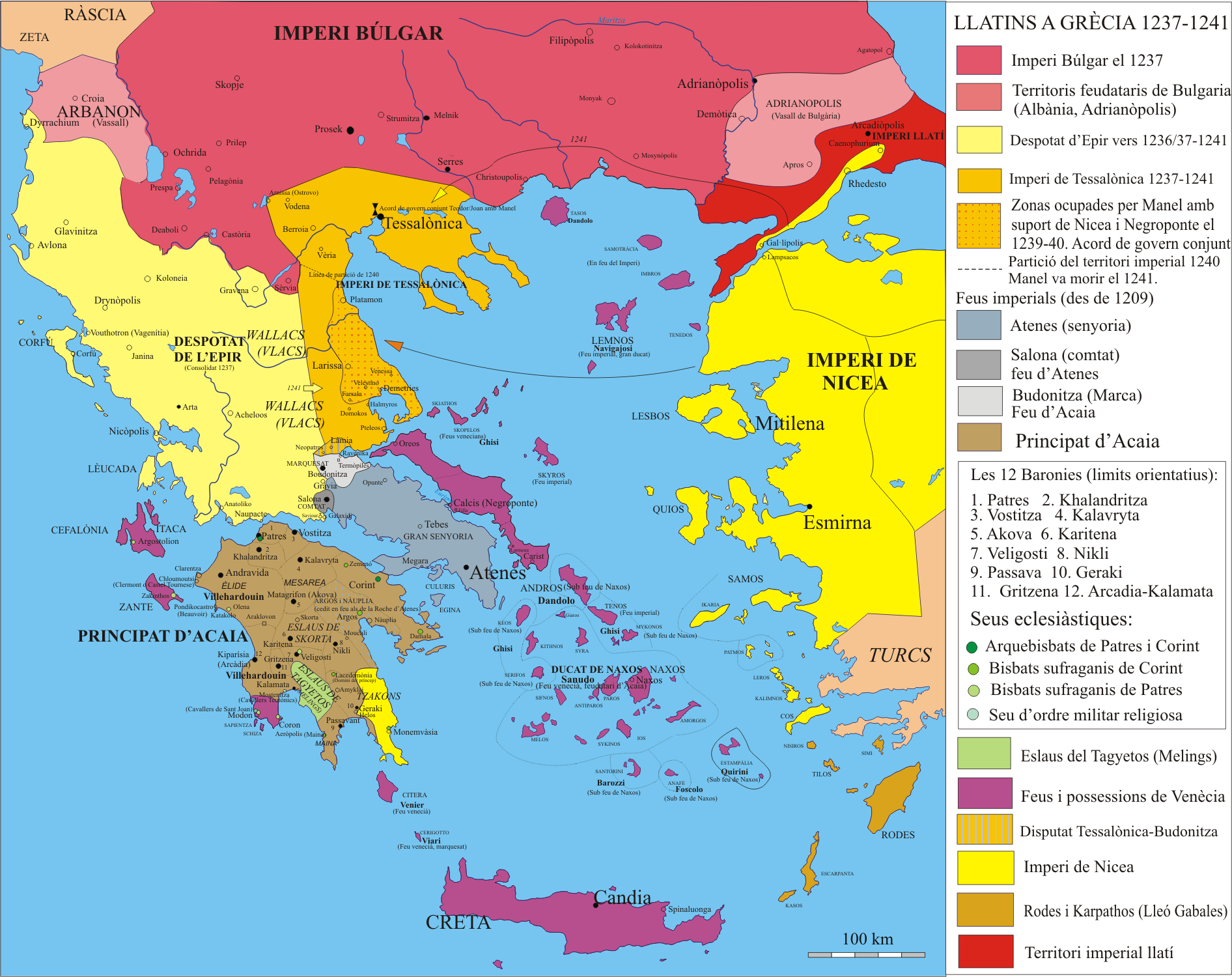
Grècia 1237-1241
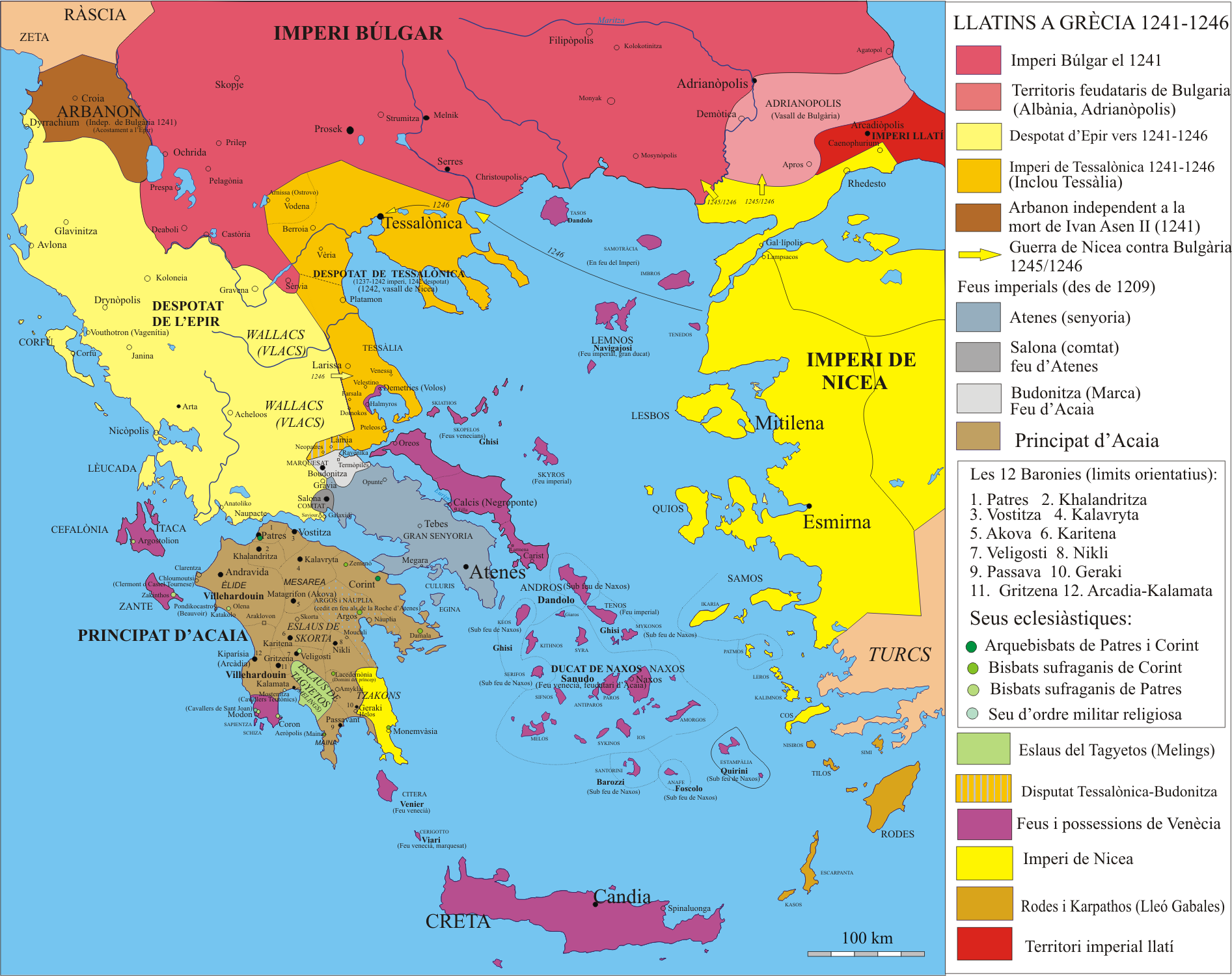
Grècia 1241-1246
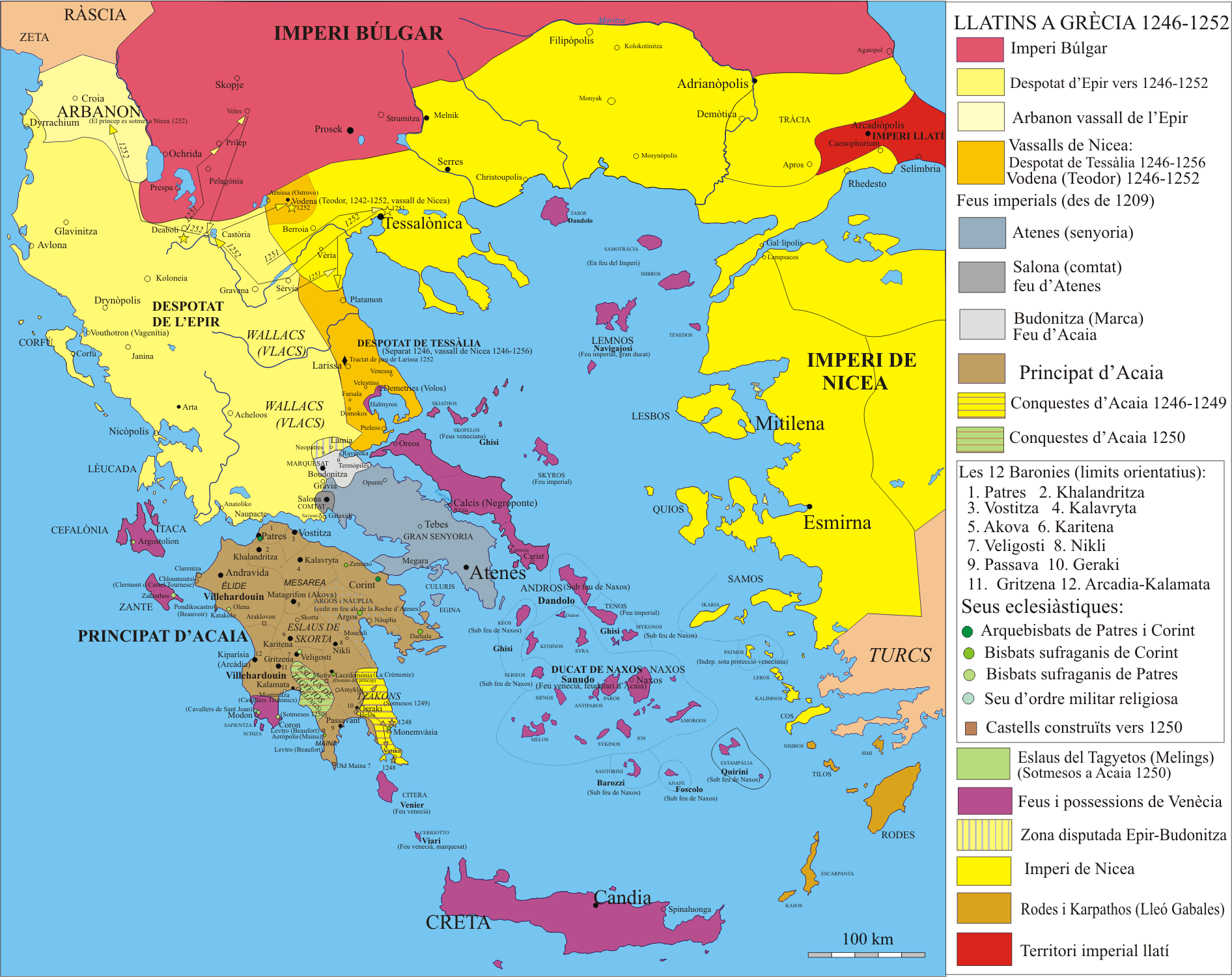
Grècia 1246-1252
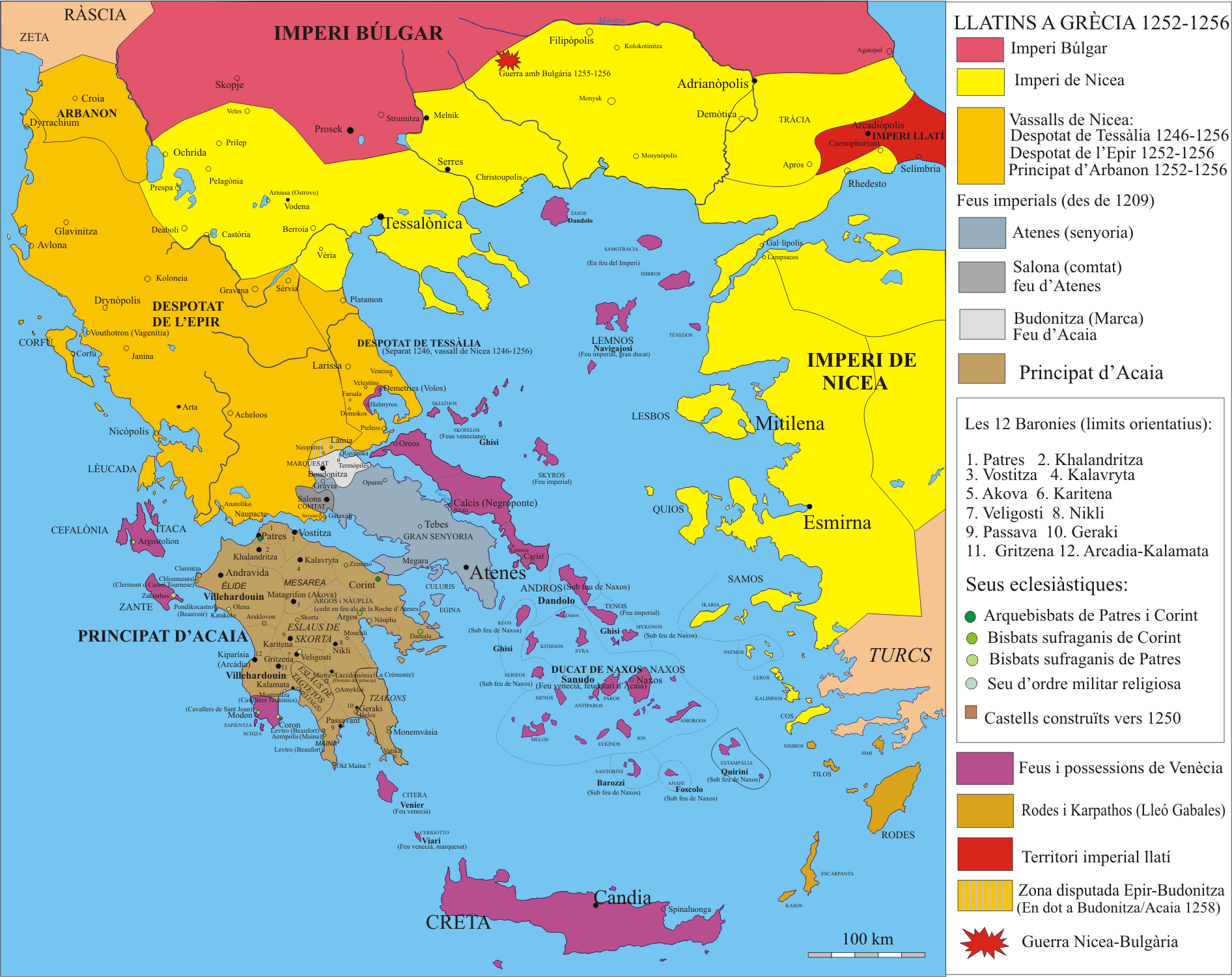
Grècia 1252-1256
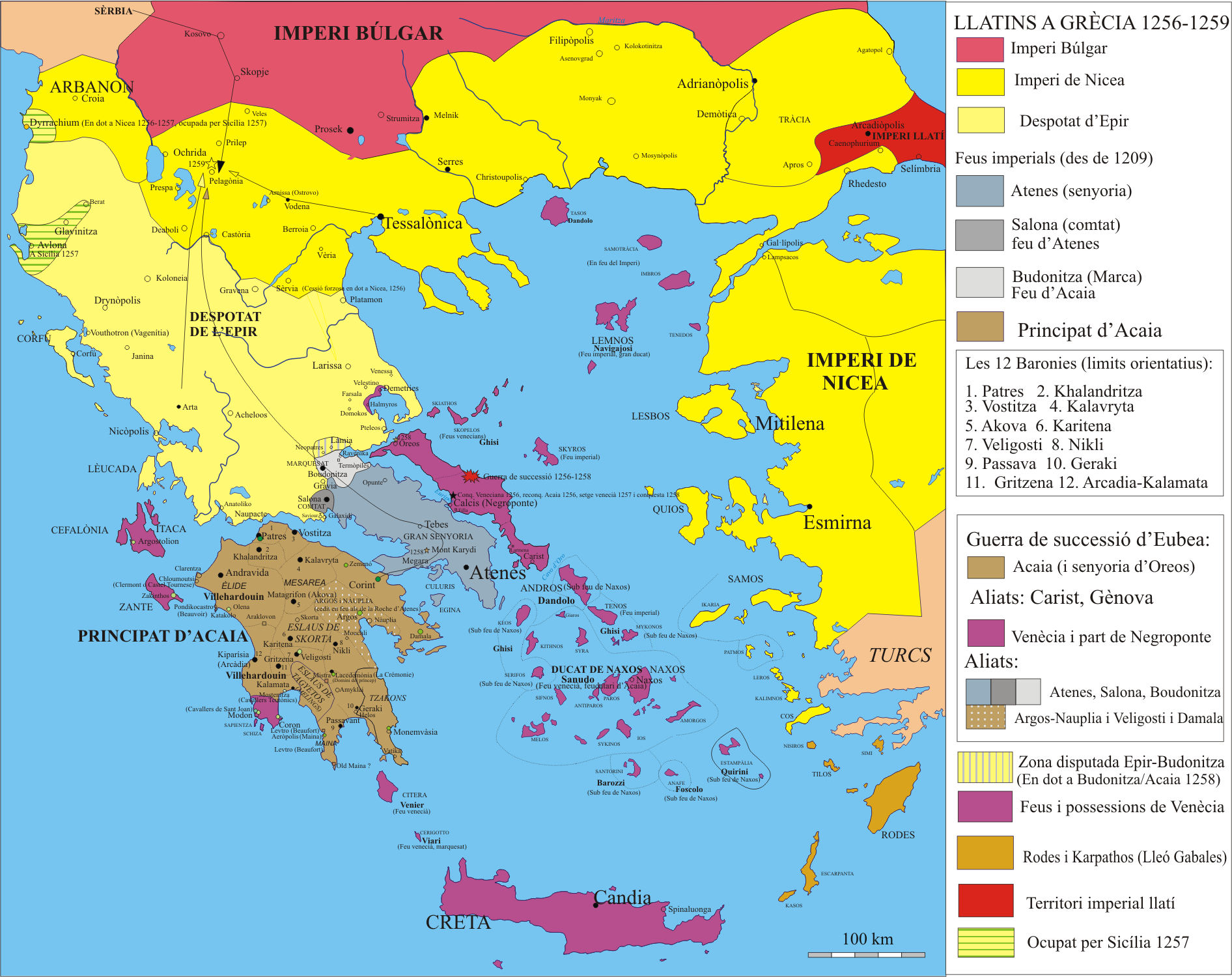
Grècia 1256-1259
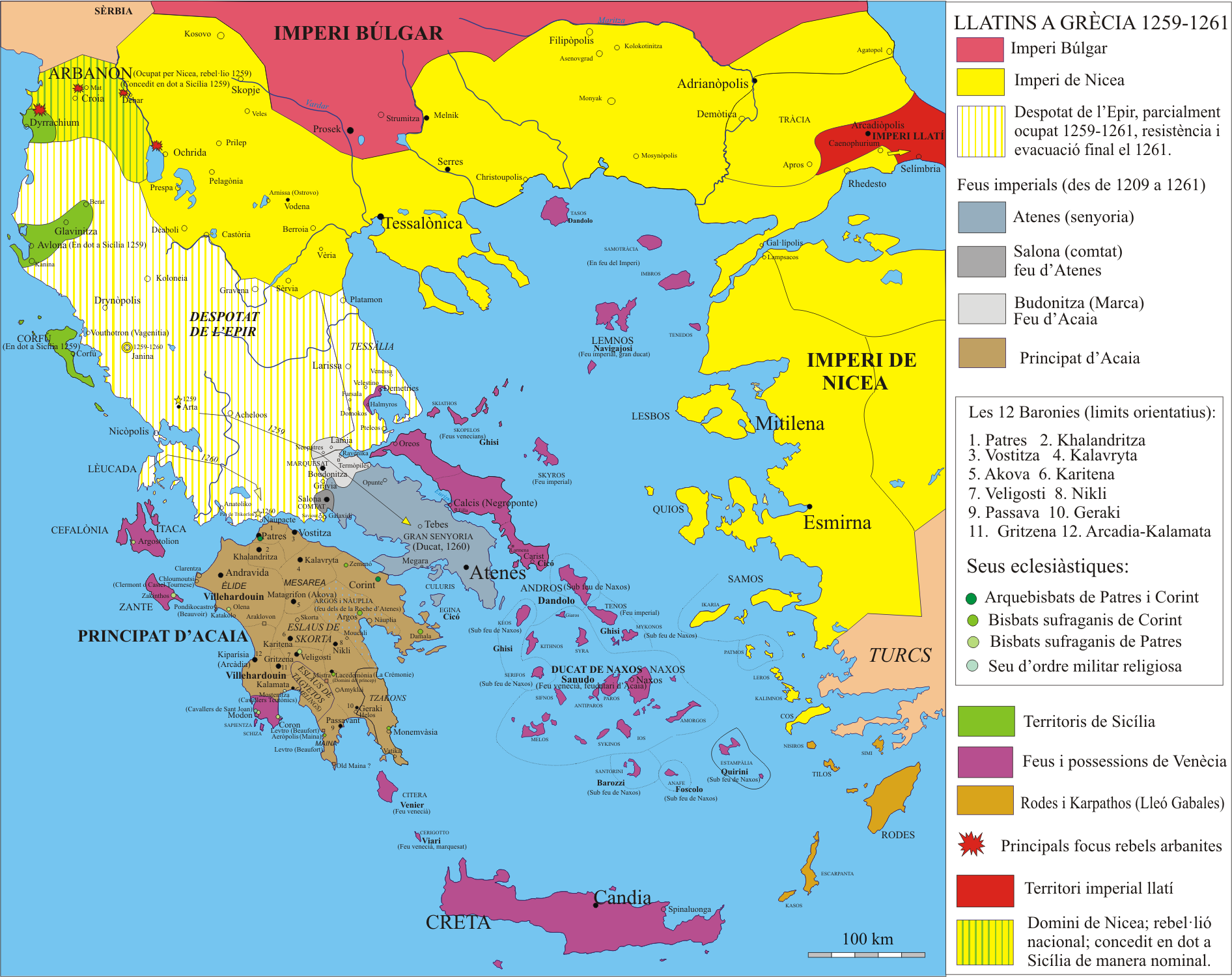
Grècia 1259-1261
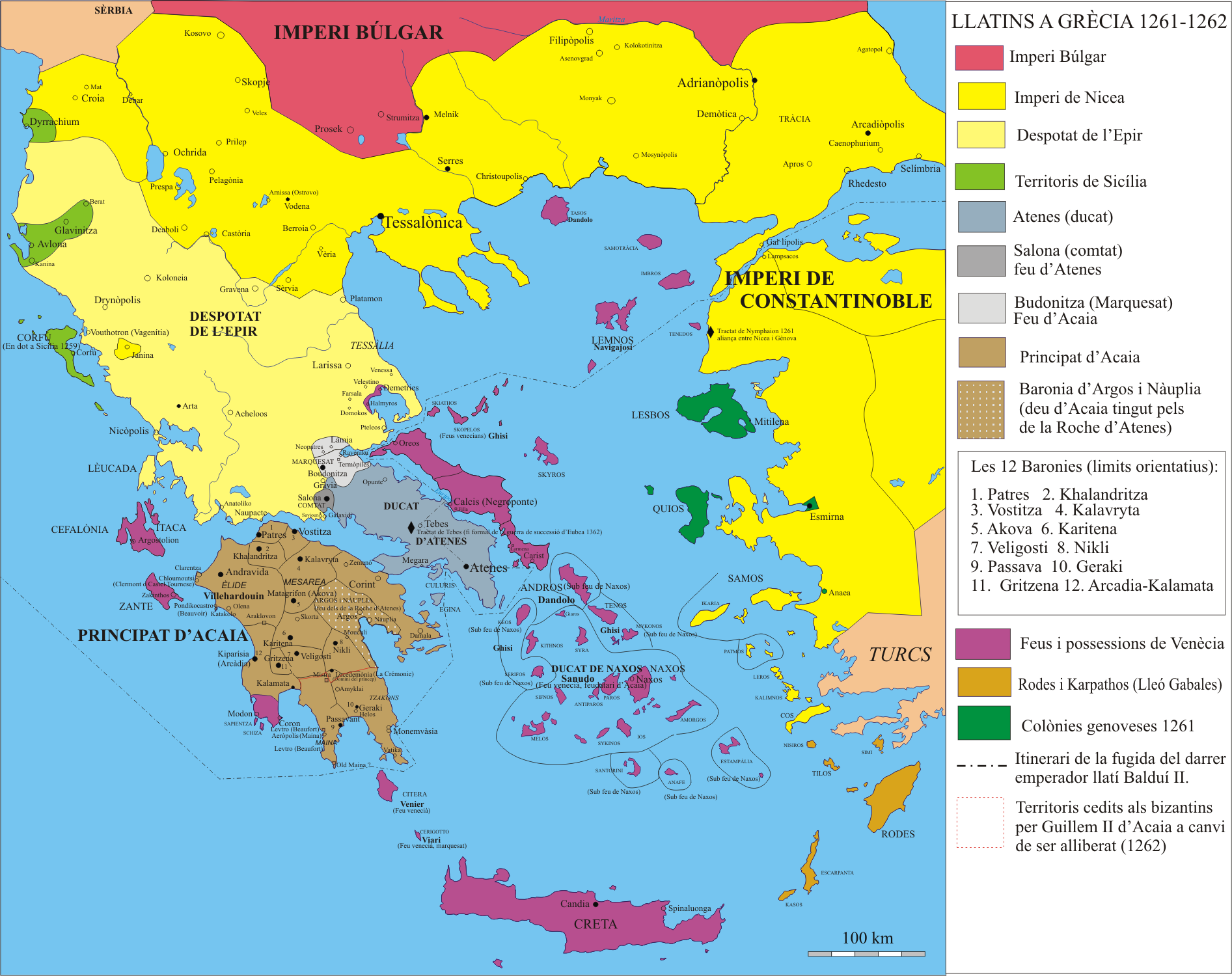
Grècia 1261-1262
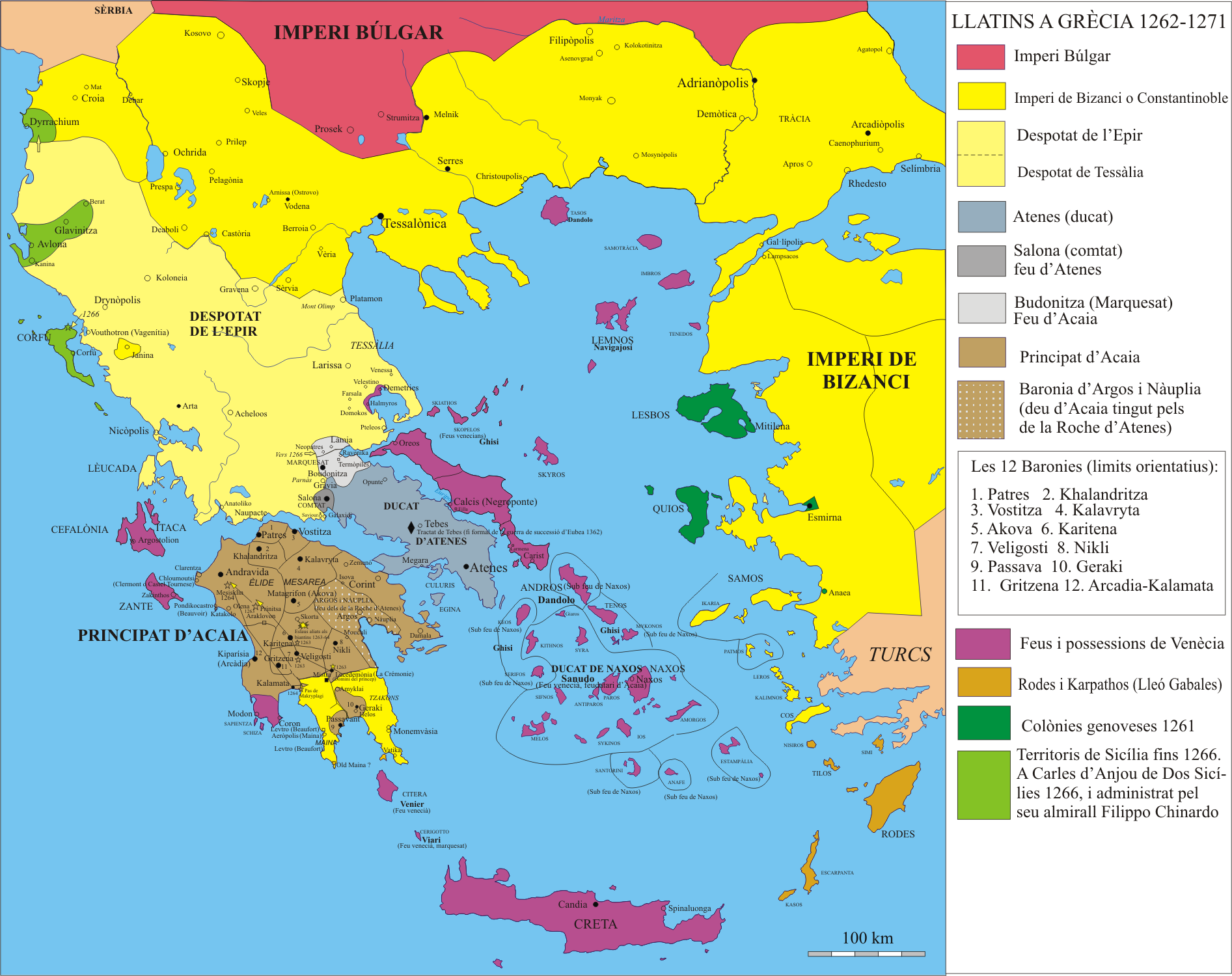
Grècia 1262-1271
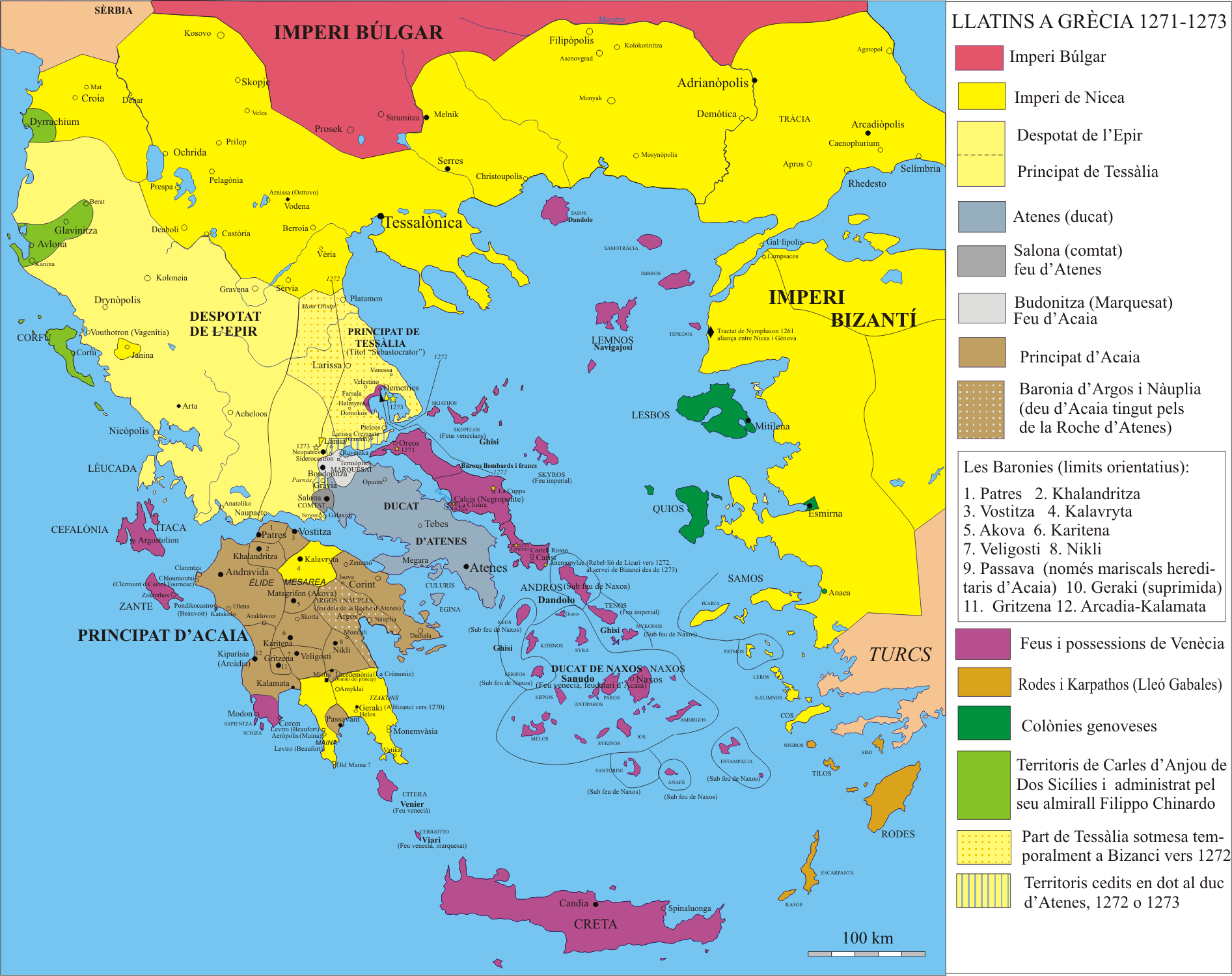
Grècia 1271-1273
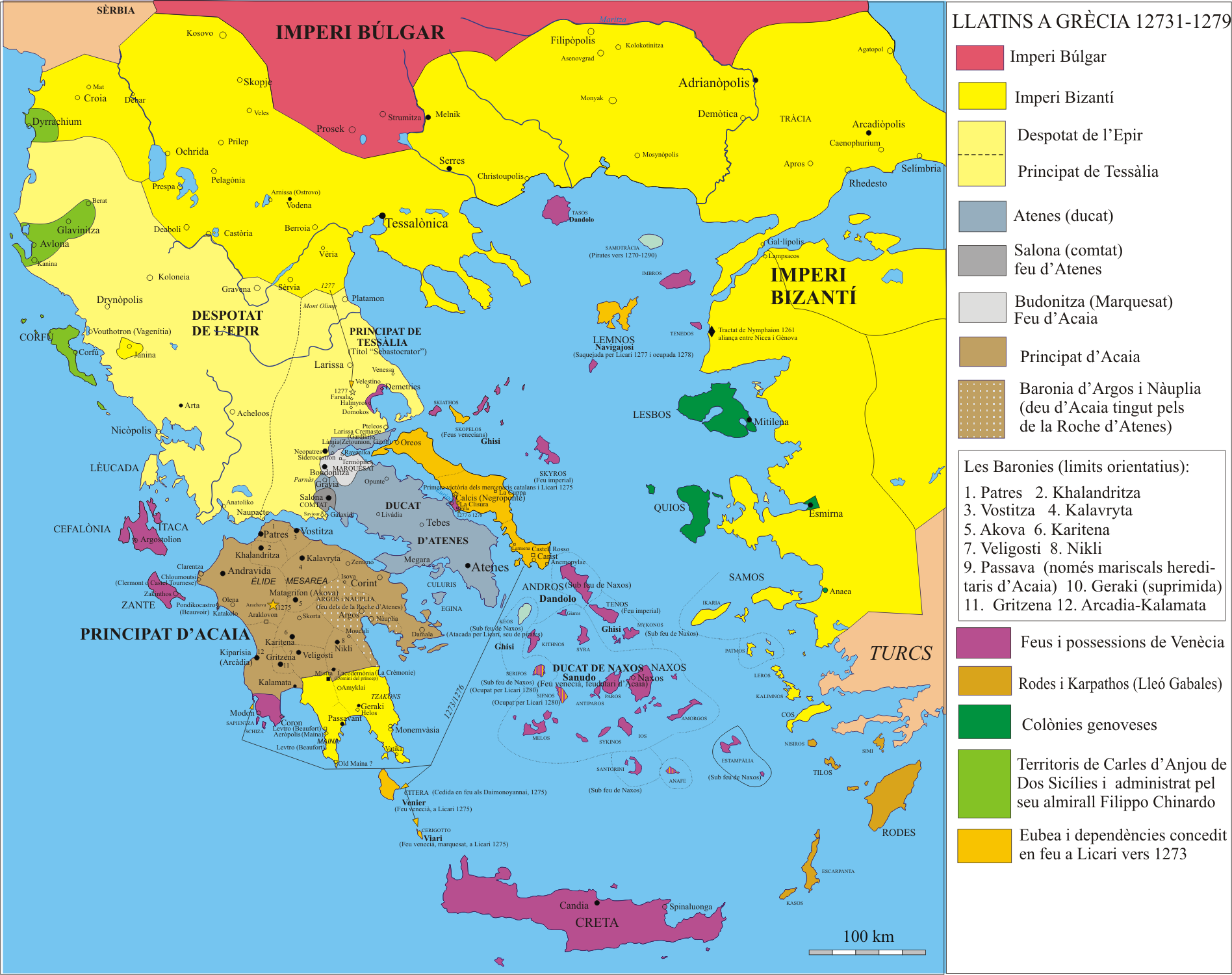
Grècia 1273-1279